# Wissenschaftliche Gesellschaft für Produktionstechnik
Die Wissenschaftliche Gesellschaft für Produktionstechnik (WGP) ist eine 1987 gegründete Gesellschaft für Produktionstechnik, die aus der Hochschulgruppe Betriebswissenschaften (HGB) hervorging. Sie vertritt die Forschung und Lehre der Produktionstechnik innerhalb der Bundesrepublik Deutschland. Sitz des Vereins ist Berlin.

## Satzungsmäßige Zielsetzung
Zweck des Vereins ist die Förderung der Wissenschaft durch die Durchführung von internationalen wissenschaftlichen Tagungen und Forschungsvorhaben auf dem Gebiet der Produktionstechnik. Weiterhin wird die institutsübergreifende, wissenschaftliche Zusammenarbeit der Mitarbeiter an den Institutionen der Mitglieder durch Fachkolloquien gefördert. Hervorragende wissenschaftliche Arbeiten auf dem Gebiet der Produktionstechnik werden von der WGP durch die Vergabe von Preisen (Otto-Kienzle-Gedenkmünze) unterstützt und alle Forschungsergebnisse und Informationen über produktionstechnische Entwicklungen zeitnah in Fachpublikationen veröffentlicht. Die Gesellschaft verfolgt damit ausschließlich und unmittelbar gemeinnützige Zwecke.
Im Rahmen dieser in der Satzung bestimmten Ausrichtung hat sich die WGP die nachfolgenden Aufgaben und Ziele gesetzt, die sie sowohl durch die Kooperation der Institutionen untereinander wie auch mit gesellschaftlichen und politischen Verbänden sowie der Industrie anstrebt:
- Beratung und Mitgestaltung bei der Initiierung von Forschungsprojekten und Rahmenprogrammen
- Darstellung der Bedeutung der Produktion und Produktionswissenschaft in Politik und Gesellschaft
- Förderung des ingenieurwissenschaftlichen Nachwuchses
- Initiative und Aktivitäten in der Gemeinschaftsarbeit von Wissenschaft und Industrie
- Innovation durch Forschung, Entwicklung und Wissenstransfer
- Qualifizierung durch wissenschaftliche Ausbildung
- Stärkung des öffentlichen Bewusstseins für Produktion und Produktionswissenschaft
- Strategische Positionierung der universitären Forschung
- Weiterentwicklung fachlicher und methodischer Studieninhalte und Reformierung der Ingenieurausbildung

## WGP-Annalen
Seit 1993 veröffentlicht die WGP in Zusammenarbeit mit allen ihr angeschlossenen Professoren die englischsprachigen WGP-Annalen „Production Engineering – Research and Development“. In diesen berichten WGP-Institute über neugewonnene Erkenntnisse und Innovationen aus dem wissenschaftlichen Gebiet der Produktionstechnik. Bis zum Jahre 2006 wurden jährlich 2 Bände der WGP-Annalen herausgegeben. Seit 2007 erscheinen sie viermal im Jahr im Springer Verlag. Die einzelnen Veröffentlichungen stehen auf den Seiten des Springer-Verlags auch online zur Verfügung.

## Geschichte der WGP
Im Jahr 1937 entstand die „Hochschulgruppe Betriebswissenschaft (HGB)“ als persönlicher Zusammenschluss von Hochschulprofessoren mit der Zielsetzung, die Produktionstechnik wissenschaftlich und gesellschaftlich weiterzuentwickeln. Nach 1945 formierte sich die Gruppe als „Hochschulgruppe Fertigungstechnik (HGF)“ neu. Im Laufe der Zeit sahen sich die Institute der HGF neben den traditionellen Forschungsgebieten immer mehr mit Herausforderungen konfrontiert, die weit über den engen Bereich fertigungstechnischer Fragen hinausgingen. So gewannen Forschungsgebiete wie die rechnergestützte Produktentwicklung und Konstruktion, die Arbeitsplanung, die Fabrikplanung und die gesamte Produktionsplanung und -steuerung stark an Bedeutung. Die Weiterentwicklung von Fertigungstechnologien und ihre informationstechnische Verknüpfung entlang der Wertschöpfungskette stellen neue Kernaktivitäten der produktionstechnischen Forschungsinstitute dar. Aus diesem Grund deckte der enge Begriff der Fertigungstechnik schließlich nicht mehr die Breite und Tiefe des bearbeiteten Forschungsgebietes ab. Deshalb wurde 1987 die WGP als Nachfolgeorganisation der HGF ins Leben gerufen. In ihr vereinigen sich in der Bundesrepublik Deutschland heute mehr als 1000 Wissenschaftler der Produktionstechnik. Im Vergleich zu anderen Bereichen des Maschinenbaus ist die produktionstechnische Forschung besonders vertreten.
Das sich an Anforderungen gegenwärtiger Entwicklungen anpassende heutige Selbstverständnis der WGP und ihrer Mitglieder orientiert sich an folgenden Leitsätzen zur Produktionswissenschaft:
- Gesellschaftliche Verantwortung
- Globalisierung der Produktionswissenschaft
- Initiative
- Internationalisierung
- Kompetenz
- Meinungsbildung
- Wissenschaftliche Ganzheitlichkeit
- Zukunftsorientierte Produktionsforschung

## Mitgliedsinstitute
Aachen:
- Fraunhofer-Institut für Produktionstechnologie (IPT)
- Institut für Bildsame Formgebung (IBF)
- Werkzeugmaschinenlabor (WZL)

Berlin:
- Institut für Werkzeugmaschinen und Fabrikbetrieb (IWF)

Bochum:
- Lehrstuhl für Produktionssysteme (LPS)

Braunschweig:
- Institut für Werkzeugmaschinen und Fertigungstechnik (IWF)

Bremen:
- BIAS Bremer Institut für angewandte Strahltechnik GmbH
- BIBA Bremer Institut für Produktion und Logistik GmbH
- Stiftung Institut für Werkstofftechnik (IWT)

Chemnitz:
- Fraunhofer-Institut für Werkzeugmaschinen und Umformtechnik (IWU)
- Institut für Werkzeugmaschinen und Produktionsprozesse (IWP)

Darmstadt:
- Institut für Produktionsmanagement, Technologie und Werkzeugmaschinen (PTW)
- Institut für Produktionstechnik und Umformmaschinen (PtU)

Dortmund:
- Institut für Spanende Fertigung (ISF)
- Institut für Umformtechnik und Leichtbau (IUL)

Dresden:
- Institut für Werkzeugmaschinen und Steuerungstechnik (IWM)

Erlangen:
- Lehrstuhl für Fertigungsautomatisierung und Produktionssystematik (FAPS)
- Lehrstuhl für Fertigungstechnologie (LFT)

Hamburg:
- Laboratorium Fertigungstechnik (LaFT)

Hannover:
- Institut für Fabrikanlagen und Logistik (IFA)
- Institut für Fertigungstechnik und Werkzeugmaschinen (IFW)
- Institut für Umformtechnik und Umformmaschinen (IFUM)

Kaiserslautern:
- Lehrstuhl für Fertigungstechnik und Betriebsorganisation (FBK)

Karlsruhe:
- Institut für Produktionstechnik (wbk)

Magdeburg:
- Institut für Fertigungstechnik und Qualitätssicherung (IFQ)

München:
- Institut für Werkzeugmaschinen und Betriebswissenschaften (iwb)
- Lehrstuhl für Umformtechnik und Gießereiwesen (utg)

Saarbrücken:
- Lehrstuhl für Fertigungstechnik / CAM (LFT)

Stuttgart:
- Fraunhofer-Institut für Arbeitswirtschaft und Organisation
- Institut für Industrielle Fertigung und Fabrikbetrieb (IFF)
- Institut für Steuerungstechnik der Werkzeugmaschinen und Fertigungseinrichtungen (ISW)
- Institut für Werkzeugmaschinen (IfW)
- Institut für Umformtechnik (IFU)

## Vorstand
Der Vorstand setzt sich zusammen aus Präsident, Vize-Präsident und Schatzmeister.
Derzeitiger Präsident ist Berend Denkena.